# Brachymenium radiculosum
Brachymenium radiculosum är en bladmossart som beskrevs av Georg Ernst Ludwig Hampe 1870. Brachymenium radiculosum ingår i släktet Brachymenium och familjen Bryaceae. Inga underarter finns listade i Catalogue of Life.